# Liste der Bodendenkmale in Lüchow (Wendland)
In der Liste der Bodendenkmale in Lüchow (Wendland) sind alle Bodendenkmale der niedersächsischen Gemeinde Lüchow (Wendland) aufgelistet. Die Quelle ist der Denkmalatlas Niedersachsen. Der Stand der Liste ist der 27. Juni 2024.

## Allgemein
In den Spalten finden sich folgende Informationen des Bodendenkmales :
- Lage        : geographische Koordinaten
- Bezeichnung : Bezeichnung lt. Denkmalatlas
- Beschreibung: Beschreibung lt. Denkmalatlas
- ID          : Objekt-ID
- Bild        : Bild, ggf. zusätzlich mit Link zu weiteren Fotos im Medienarchiv Wikimedia Commons.

## Grabow
| Lage                       | Bezeichnung            | Beschreibung | ID       | Bild |
| -------------------------- | ---------------------- | --- | -------- | ---- |
| 53° 0′ 33″ N, 11° 7′ 31″ O | Grabow 14, Jammerbroke | Eine rechteckige Wasserburg mit abgeschrägten Ecken. Erhalten ist eine abgerundet-rechteckige Innenfläche von etwa 65x75 m Größe, die von einem Graben von 10-20 m Br. umschlossen wird. Fundament- bzw. Mauerreste ehemaliger Gebäude sind noch im Unterholz am Südost-Rand der Innenfläche erkennbar. | 28907620 |      |

## Kolborn
| Lage                         | Bezeichnung            | Beschreibung | ID       | Bild |
| ---------------------------- | ---------------------- | --- | -------- | ---- |
| 52° 57′ 58″ N, 11° 11′ 46″ O | Kolborn 11, Wasserburg | Wasserburg mit einer deutlich erhöhten Innenfläche von ca. 45 x 55 m. Umgeben von vertieften Wiesenflächen und einem breiten Wassergraben, der im Nordwesten planiert wurde. Dm. der Gesamtanlage mit Graft etwa 100 m. Vermutlich im 13. Jh. entstanden. Erste urkundliche Erwähnung 1366 als Besitz der Familie von dem Knesebeck. Gutsgebäude neuzeitlich. Haupthaus wurde 1529 errichtet. Gebäude und Gutspark sind auch Objekte der Bau- und Kunstdenkmalpflege | 28905812 | BW   |

## Künsche
| Lage                         | Bezeichnung                | Beschreibung | ID                              | Bild |
| ---------------------------- | -------------------------- | --- | ------------------------------- | ---- |
| 52° 58′ 55″ N, 11° 13′ 26″ O | Künsche 9, Landwehr        | Die Künscher Landwehr ist hier als Wall mit seitlichen Gräben über ca. 180 m L. erhalten, annähernd Süd-Nord orientiert. Wall ebenmäßig gewölbt, Br. ca. 5 m, H. bis 0,6 m. Die seitlichen Gräben sind verschliffen, nur im südlichen Bereich etwas deutlicher ausgeprägt, T. bis 0,3 m. Vermutlich sperrte diese Landwehr eine alte, bereits in der Kurhannoverschen Landesaufnahme, Blatt 88 (von 1777) verzeichnete Wegeverbindung von Norden über Krautze und Kolborn nach Lüchow. | 36643345/1/-/ 28906636 36643345 | BW   |
| 52° 59′ 4″ N, 11° 13′ 15″ O  | Künsche 10, Wölbackerbeete | Gut erhaltenes Wölbäckerfeld von ca. 200 x 100-150 m Ausdehnung. Beete Nordnordost-Südsüdwest-orientiert, Br. überwiegend 16-18 m, H. ca. 0,5 m. | 28906885                        | BW   |

## Ranzau
| Lage                         | Bezeichnung    | Beschreibung | ID       | Bild |
| ---------------------------- | -------------- | --- | -------- | ---- |
| 52° 59′ 47″ N, 11° 13′ 43″ O | Ranzau 5, Burg | Rest eines Burgwalles. Annähernd ovale, leicht erhöhte Fläche von ca. 35 x 25 m, von Wall und Außengraben umschlossen. Wall-Br. ca. 3 m, H. im Norden ca. 0,5 m, sonst verschliffener; Graben-Br. ca. 2 m , T. bis 0,3 m. Im Süden und Südwesten durch einen Wirtschaftsweg und einen Entwässerungsgraben zerstört. Die Burg „Alt Ranzau“ erscheint nicht in den Schriftquellen und wurde erst während der Vermessungen für die Deutschen Grundkarte 5 entdeckt. In Blatt 88 der Kurhannoverschen Landesaufnahme (1777) findet sich in der Nähe der Stelle der Eintrag „alt Ranzau“. Ranzau selbst wurde 1443 erstmals urkundlich erwähnt. | 28907261 | BW   |